# Tennis aux Jeux olympiques
Dès la première édition des Jeux olympiques de l'ère moderne à Athènes en 1896, le tennis fait partie des sports olympiques. Après avoir disparu du programme olympique pendant plus de cinquante ans, la discipline fait son retour aux Jeux olympiques de 1988, à Séoul.
Elle comprend aujourd'hui cinq épreuves : le simple messieurs, le simple dames, le double messieurs, le double dames et le double mixte.

## Histoire
Le tennis est présent dès les premiers jeux modernes.
À partir de l'édition suivante, en 1900 à Paris, on peut voir s'affronter les dames en simple, à l'exception des Jeux suivants à Saint-Louis. Et, si les femmes participent aussi au double mixte, il faut attendre 1920 à Anvers pour le double dames.
Après les Jeux de 1924, le tennis connaît une longue éclipse jusqu'à son retour en démonstration à Mexico en 1968 puis, surtout, à Los Angeles en 1984 au terme d'un bras de fer entre la Fédération internationale de tennis et le Comité international olympique. Cette absence aurait été provoquée par l'amateurisme, qui excluait les sports professionnels lors des jeux.
Depuis Séoul en 1988, il est à nouveau considéré comme discipline olympique à part entière.
Le double mixte fait son retour à l'occasion des JO de 2012 à Londres, à l'initiative du CIO qui, en décembre 2009, annonce dans le même temps son intention de supprimer quatre épreuves de cyclisme sur piste.

## Épreuves présentes aux Jeux olympiques
- d : épreuve en démonstration (1968, 1984)[N 1]
- e : épreuve en exhibition (1968)[N 1]
- ¤ : 1906 : jeux intercalaires d'Athènes, non reconnus par le CIO

| Épreuves                  | 1896 | 1900 | 1904 | 1906 | 1908 | 1912 | 1920 | 1924 | 1928-1932-1936-1948- 1952-1956-1960-1964 | 1968 d / e | 1972-1976 -1980 | 1984 | 1988 | 1992 | 1996 | 2000 | 2004 | 2008 | 2012 | 2016 | 2020 | 2024 |
| Simple messieurs          | •    | •    | •    | ¤    | •    | •    | •    | •    |                                          | d / e      |                 | d    | •    | •    | •    | •    | •    | •    | •    | •    | •    | •    |
| Simple messieurs (indoor) |      |      |      |      | •    | •    |      |      |                                          |            |                 |      |      |      |      |      |      |      |      |      |      |      |
| Double messieurs          | •    | •    | •    | ¤    | •    | •    | •    | •    | d / e                                    |            | •               | •    | •    | •    | •    | •    | •    | •    | •    | •    |      |      |
| Double messieurs (indoor) |      |      |      |      | •    | •    |      |      |                                          |            |                 |      |      |      |      |      |      |      |      |      |      |      |
| Simple dames              |      | •    |      | ¤    | •    | •    | •    | •    | d / e                                    | d          | •               | •    | •    | •    | •    | •    | •    | •    | •    | •    |      |      |
| Simple dames (indoor)     |      |      |      |      | •    | •    |      |      |                                          |            |                 |      |      |      |      |      |      |      |      |      |      |      |
| Double dames              |      |      |      |      |      |      | •    | •    | d / e                                    |            | •               | •    | •    | •    | •    | •    | •    | •    | •    | •    |      |      |
| Double mixte              |      | •    |      | ¤    |      | •    | •    | •    | d / e                                    |            |                 |      |      |      |      |      | •    | •    | •    | •    |      |      |
| Double mixte (indoor)     |      |      |      |      |      | •    |      |      |                                          |            |                 |      |      |      |      |      |      |      |      |      |      |      |

## Format
C'est la Fédération internationale de Tennis qui réglemente la compétition.
Le tournoi est sous format à élimination directe. Depuis le retour du tennis en 1988, le tournoi comporte six tours pour les simples messieurs et dames (64 joueurs/joueuses) et cinq tours pour les doubles messieurs et dames (32 équipes). Depuis la réintroduction du double mixte aux Jeux de 2012, le tournoi comporte quatre tours dans cette épreuve (16 équipes).
En 1988 et 1992, les matchs de simple messieurs et double messieurs sont joués en cinq manches (trois manches gagnantes) sans tie-break dans la dernière manche, alors que les matchs de simple dames et double dames sont joués en trois manches (deux manches gagnantes) sans tie-break dans la dernière manche. En 1996, 2000, 2004 et 2008, l'ensemble des matchs sont joués en trois manches (deux manches gagnantes) sauf la finale du tournoi simple messieurs et celle du tournoi double messieurs. En 2012, la finale du tournoi simple messieurs devient la seule à être jouée en cinq manches (trois manches gagnantes).
Depuis 2016, le tie-break est instauré dans la manche décisive pour chaque discipline, à l'exception du double mixte où, en cas d'égalité à un set partout, un super tie-break est joué pour départager les deux équipes. Depuis 2020, la finale du simple messieurs se joue également en trois manches, de sorte qu'il existe désormais une égalité des règles applicables aux hommes et aux femmes.

## Surface
Depuis le retour du tennis aux Jeux olympiques de 1988, le tournoi s'est principalement déroulé sur surface dure, à l'exception des Jeux de Barcelone de 1992, de ceux de Londres de 2012 et de ceux de Paris de 2024.
| Édition | 1896                | 1900                | 1904                | 1906                | 1908                        | 1912                               | 1920         | 1924                | 1928-1932-1936-1948- 1952-1956-1960-1964 | 1968 d / e          | 1972-1976 -1980 | 1984       | 1988       | 1992                | 1996       | 2000       | 2004       | 2008       | 2012         | 2016       | 2020       | 2024                |
| Surface | Terre battue (ext.) | Terre battue (ext.) | Terre battue (ext.) | Terre battue (ext.) | Parquet (int.) Gazon (ext.) | Parquet (int.) Terre battue (ext.) | Gazon (ext.) | Terre battue (ext.) |                                          | Terre battue (ext.) |                 | Dur (ext.) | Dur (ext.) | Terre battue (ext.) | Dur (ext.) | Dur (ext.) | Dur (ext.) | Dur (ext.) | Gazon (ext.) | Dur (ext.) | Dur (ext.) | Terre battue (ext.) |

## Tableau des médailles par pays

### 1896-1924 et depuis 1988 (les deux périodes réunies)
Les médailles obtenues en 1968 et 1984, lorsque le tennis était sport de démonstration ou d'exhibition, ne sont pas comptabilisées dans le classement des médailles.
Tableau mis à jour après les Jeux olympiques de 2024.
| Rang | Pays                         | Médaille d'or, Jeux olympiques | Médaille d'argent, Jeux olympiques | Médaille de bronze, Jeux olympiques | Total |
| 1    | États-Unis                   | 21                             | 7                                  | 13                                  | 41    |
| 2    | Royaume-Uni                  | 17                             | 14                                 | 12                                  | 43    |
| 3    | France                       | 5                              | 6                                  | 8                                   | 19    |
| 4    | Allemagne                    | 3                              | 6                                  | 2                                   | 11    |
| 5    | Russie                       | 3                              | 3                                  | 2                                   | 8     |
| 6    | Suisse                       | 3                              | 3                                  | 0                                   | 6     |
| 7    | / Afrique du Sud             | 3                              | 2                                  | 1                                   | 6     |
| 8    | Espagne                      | 2                              | 8                                  | 5                                   | 15    |
| 9    | Tchéquie                     | 2                              | 3                                  | 4                                   | 9     |
| 10   | Australie                    | 2                              | 1                                  | 4                                   | 7     |
| 11   | Chili                        | 2                              | 1                                  | 1                                   | 4     |
| 11   | Chine                        | 2                              | 1                                  | 1                                   | 4     |
| 13   | Mouvement olympique          | 1                              | 3                                  | 3                                   | 7     |
| 14   | Croatie                      | 1                              | 2                                  | 3                                   | 6     |
| 15   | Comité olympique russe       | 1                              | 2                                  | 0                                   | 3     |
| 16   | Tchécoslovaquie              | 1                              | 1                                  | 2                                   | 4     |
| 17   | Italie                       | 1                              | 0                                  | 2                                   | 3     |
| 18   | Allemagne de l'Ouest         | 1                              | 0                                  | 1                                   | 2     |
| 18   | Belgique                     | 1                              | 0                                  | 1                                   | 2     |
| 18   | Biélorussie                  | 1                              | 0                                  | 1                                   | 2     |
| 18   | Canada                       | 1                              | 0                                  | 1                                   | 2     |
| 18   | Serbie                       | 1                              | 0                                  | 1                                   | 2     |
| 23   | Porto Rico                   | 1                              | 0                                  | 0                                   | 1     |
| 24   | Suède                        | 0                              | 3                                  | 5                                   | 8     |
| 25   | Argentine                    | 0                              | 2                                  | 3                                   | 5     |
| 26   | Japon                        | 0                              | 2                                  | 1                                   | 3     |
| 27   | Grèce                        | 0                              | 1                                  | 1                                   | 2     |
| 27   | Pays-Bas                     | 0                              | 1                                  | 1                                   | 2     |
| 29   | Athlètes individuels neutres | 0                              | 1                                  | 0                                   | 1     |
| 29   | Danemark                     | 0                              | 1                                  | 0                                   | 1     |
| 29   | Empire d'Autriche            | 0                              | 1                                  | 0                                   | 1     |
| 29   | Roumanie                     | 0                              | 1                                  | 0                                   | 1     |
| 33   | Équipe unifiée de l’ex-URSS  | 0                              | 0                                  | 2                                   | 2     |
| 34   | Australasie                  | 0                              | 0                                  | 1                                   | 1     |
| 34   | Bohême                       | 0                              | 0                                  | 1                                   | 1     |
| 34   | Brésil                       | 0                              | 0                                  | 1                                   | 1     |
| 34   | Bulgarie                     | 0                              | 0                                  | 1                                   | 1     |
| 34   | Inde                         | 0                              | 0                                  | 1                                   | 1     |
| 34   | Norvège                      | 0                              | 0                                  | 1                                   | 1     |
| 34   | Nouvelle-Zélande             | 0                              | 0                                  | 1                                   | 1     |
| 34   | Pologne                      | 0                              | 0                                  | 1                                   | 1     |
| 34   | Royaume de Hongrie           | 0                              | 0                                  | 1                                   | 1     |
| 34   | Ukraine                      | 0                              | 0                                  | 1                                   | 1     |

### Depuis 1988 (uniquement la2epériode)
Tableau mis à jour après les Jeux olympiques de 2024.
| Rang | Pays                         | Médaille d'or, Jeux olympiques | Médaille d'argent, Jeux olympiques | Médaille de bronze, Jeux olympiques | Total |
| 1    | États-Unis                   | 14                             | 4                                  | 8                                   | 26    |
| 2    | Russie                       | 3                              | 3                                  | 2                                   | 8     |
| 3    | Suisse                       | 3                              | 3                                  | 0                                   | 6     |
| 4    | Espagne                      | 2                              | 8                                  | 5                                   | 15    |
| 5    | Allemagne                    | 2                              | 4                                  | 1                                   | 7     |
| 6    | Tchéquie                     | 2                              | 3                                  | 4                                   | 9     |
| 7    | Royaume-Uni                  | 2                              | 2                                  | 0                                   | 4     |
| 8    | Australie                    | 2                              | 1                                  | 4                                   | 7     |
| 9    | Chili                        | 2                              | 1                                  | 1                                   | 4     |
| 9    | Chine                        | 2                              | 1                                  | 1                                   | 4     |
| 11   | Croatie                      | 1                              | 2                                  | 3                                   | 6     |
| 12   | Comité olympique russe       | 1                              | 2                                  | 0                                   | 3     |
| 13   | Tchécoslovaquie              | 1                              | 1                                  | 1                                   | 3     |
| 14   | Allemagne de l'Ouest         | 1                              | 0                                  | 1                                   | 2     |
| 14   | Belgique                     | 1                              | 0                                  | 1                                   | 2     |
| 14   | Biélorussie                  | 1                              | 0                                  | 1                                   | 2     |
| 14   | Canada                       | 1                              | 0                                  | 1                                   | 2     |
| 14   | Italie                       | 1                              | 0                                  | 1                                   | 2     |
| 14   | Serbie                       | 1                              | 0                                  | 1                                   | 2     |
| 20   | Porto Rico                   | 1                              | 0                                  | 0                                   | 1     |
| 21   | Argentine                    | 0                              | 2                                  | 3                                   | 5     |
| 22   | France                       | 0                              | 2                                  | 2                                   | 4     |
| 23   | Suède                        | 0                              | 1                                  | 2                                   | 3     |
| 24   | Afrique du Sud               | 0                              | 1                                  | 0                                   | 1     |
| 24   | Athlètes individuels neutres | 0                              | 1                                  | 0                                   | 1     |
| 24   | Pays-Bas                     | 0                              | 1                                  | 0                                   | 1     |
| 24   | Roumanie                     | 0                              | 1                                  | 0                                   | 1     |
| 28   | Équipe unifiée de l’ex-URSS  | 0                              | 0                                  | 2                                   | 2     |
| 29   | Brésil                       | 0                              | 0                                  | 1                                   | 1     |
| 29   | Bulgarie                     | 0                              | 0                                  | 1                                   | 1     |
| 29   | Inde                         | 0                              | 0                                  | 1                                   | 1     |
| 29   | Japon                        | 0                              | 0                                  | 1                                   | 1     |
| 29   | Nouvelle-Zélande             | 0                              | 0                                  | 1                                   | 1     |
| 29   | Pologne                      | 0                              | 0                                  | 1                                   | 1     |
| 29   | Ukraine                      | 0                              | 0                                  | 1                                   | 1     |

### 1896-1924 (uniquement la1repériode)
| Rang | Pays                   | Médaille d'or, Jeux olympiques | Médaille d'argent, Jeux olympiques | Médaille de bronze, Jeux olympiques | Total |
| 1    | Royaume-Uni            | 15                             | 12                                 | 12                                  | 39    |
| 2    | États-Unis             | 7                              | 3                                  | 5                                   | 15    |
| 3    | France                 | 5                              | 4                                  | 6                                   | 15    |
| 4    | Union d'Afrique du Sud | 3                              | 1                                  | 1                                   | 5     |
| 5    | Mouvement olympique    | 1                              | 3                                  | 3                                   | 7     |
| 6    | Empire allemand        | 1                              | 2                                  | 1                                   | 4     |
| 7    | Suède                  | 0                              | 2                                  | 3                                   | 5     |
| 8    | Japon                  | 0                              | 2                                  | 0                                   | 2     |
| 9    | Royaume de Grèce       | 0                              | 1                                  | 1                                   | 2     |
| 10   | Empire d'Autriche      | 0                              | 1                                  | 0                                   | 1     |
| 10   | Danemark               | 0                              | 1                                  | 0                                   | 1     |
| 12   | Australasie            | 0                              | 0                                  | 1                                   | 1     |
| 12   | Bohême                 | 0                              | 0                                  | 1                                   | 1     |
| 12   | Tchécoslovaquie        | 0                              | 0                                  | 1                                   | 1     |
| 12   | Royaume de Hongrie     | 0                              | 0                                  | 1                                   | 1     |
| 12   | Italie                 | 0                              | 0                                  | 1                                   | 1     |
| 12   | Pays-Bas               | 0                              | 0                                  | 1                                   | 1     |
| 12   | Norvège                | 0                              | 0                                  | 1                                   | 1     |